# Clive Nolan
Clive Nolan (30 de junio de 1961) es un músico, compositor y productor británico destacado en el desarrollo del rock progresivo. Desde el 2009 incursiona en el los MUSICALES de su autoría, tales como SHE, ALCHEMY y su próximo estreno para el 2018 KING´S RANSOM. Nominado por la Sociedad de Clásica de Música inglesa como el mejor tecladista desde el 200 Ha sido el tecladista de Pendragon (1986 - presente), Shadowland (1992 - 1996), Strangers on a Train (1993 - 1994) y Arena (1995 - presente), así como también ha escrito canciones de Arena y ha producido o coproducido varios álbumes de otras bandas.
Dentro de su vasto repertorio cuenta con un disco denominado OTRA VIDA, en el que la recordada CHINA ZORRILLA puso su voz y su impronta a las narraciones. Un material exquisito de coautoría con la escritora uruguaya Elizeth Schluk.
www.clivenolan.net